# Diócesis de Maumere
La diócesis de Maumere (en latín: Dioecesis Maumeren(sis) y en indonesio: Keuskupan Maumere) es una circunscripción eclesiástica latina de la Iglesia católica en Indonesia, sufragánea de la arquidiócesis de Ende. La diócesis tiene al obispo Ewaldus Martinus Sedu como su ordinario desde el 14 de julio de 2018.

## Territorio y organización
La diócesis tiene 1732 km² y extiende su jurisdicción sobre los fieles católicos de rito latino residentes en la isla de Flores en la regencia de Sikka de la provincia de Islas menores de la Sonda orientales. 
La sede de la diócesis se encuentra en la ciudad de Maumere, en donde se halla la Catedral de San José.
En 2019 en la diócesis existían 36 parroquias.

## Historia
La diócesis fue erigida el 14 de diciembre de 2005 con la bula Verbum glorificantes Dei del papa Benedicto XVI, obteniendo el territorio de la arquidiócesis de Ende.

## Estadísticas
De acuerdo al Anuario Pontificio 2020 la diócesis tenía a fines de 2019 un total de 294 600 fieles bautizados.
| Año                                                                             | Población            | Población | Población      | Sacerdotes | Sacerdotes    | Sacerdotes    | Bautizados por sacerdote | Diáconos permanentes | Religiosos | Religiosos | Parroquias |
| Año                                                                             | Bautizados católicos | Total     | % de católicos | Total      | Clero secular | Clero regular | Bautizados por sacerdote | Diáconos permanentes | Varones    | Mujeres    | Parroquias |
| ------------------------------------------------------------------------------- | -------------------- | --------- | -------------- | ---------- | ------------- | ------------- | ------------------------ | -------------------- | ---------- | ---------- | ---------- |
| 2005                                                                            | 259 598              | 270 000   | 96.1           | 123        | 60            | 63            | 2110                     |                      | 47         | 150        | 30         |
| 2012                                                                            | 274 273              | 300 328   | 91.3           | 150        | 58            | 92            | 1828                     |                      | 889        | 310        | 35         |
| 2013                                                                            | 271 176              | 306 269   | 88.5           | 169        | 60            | 109           | 1604                     |                      | 894        | 330        | 35         |
| 2016                                                                            | 302 795              | 346 970   | 87.3           | 156        | 54            | 102           | 1940                     |                      | 471        | 232        | 36         |
| 2019                                                                            | 294 600              | 339 600   | 86.7           | 210        | 60            | 150           | 1402                     |                      | 568        | 159        | 36         |
| Fuente: Catholic-Hierarchy, que a su vez toma los datos del Anuario Pontificio. |                      |           |                |            |               |               |                          |                      |            |            |            |

## Episcopologio
- Vincentius Sensi Potokota (14 de diciembre de 2005-14 de abril de 2007 nombrado arzobispo de Ende)
- Gerulfus Kherubim Pereira, S.V.D. (19 de enero de 2008-14 de julio de 2018 retirado)
- Ewaldus Martinus Sedu, desde el 14 de julio de 2018